# Mirebalais (arrondissement)
Mirebalais (Haïtiaans-Creools: Mibalè) is een arrondissement van het Haïtiaanse departement Centre, met 193.000 inwoners. De postcodes van dit arrondissement beginnen met het getal 52.
Het arrondissement Mirebalais bestaat uit de volgende gemeenten:
- Mirebalais (hoofdplaats van het arrondissement)
- Saut-d'Eau
- Boucan-Carré